# Spasell
Lo Spasell (o Spasello, come italianizzato da Carlo Mazza) è un dialetto, o meglio un codice o un gergo, del lombardo occidentale, parlato fino all'Ottocento dagli abitanti della Vallassina, quando uscivano per commercio dalla valle e non volevano farsi intendere dagli indigeni. 
È caratterizzato da parole in codice definite convenzionalmente basandosi su caratteristiche della cosa indicata o su onomatopee; di altre parole è ignota l'origine. 
La parlata è segnalata da Carlo Mazza, prevosto di Asso, nel suo libro Memorie storiche della Vallassina del 1796. Secondo l'autore furono creati numerosi gerghi l'uno dopo l'altro perché col tempo non si riusciva a fare a meno di introdurle nella lingua corrente, riducendo così le differenze fra lingua "ufficiale" e lingua "segreta". Dopo un elenco di termini, il parroco propone, come esempio, la traduzione del Pater Noster in questa lingua, per evidenziare come sia totalmente incomprensibile anche ai parlanti insubri. Esistono vari gerghi simili o identici in diverse località dell'Insubria, come in Valtellina e a Milano.

## Esempio
EL «PATER NOSTER» IN SPASELL
Masett che stanziê in la creuggia di salvestri,
ch'el vost oden s'ingalmissa,
ch'el stanzia el nost bosin piatt,
che se rusca quel che vu tubè
sora i masett de la luscia, quant in quella di sciatt.
Refilên el sbêg de stobold,
e che no va stanzien nippa in del scimêe i nost lenarii,
come anch'el nost'oden szabolda ai olter ghielma;
Fêen taruscia la schigna che ne rusca el Naja de Tameu.
Per tagiorala no lassên sciobigà in nient de loffi.
Amen.

## Glossario
Alcune parole in Spasell, principalmente tratte dallo stesso Carlo Mazza, scritte in ortografia milanese classica:
- albarej - uova
- arton - pane
- astregg - frittata
- bajaff	- arma
- bald - giorno
- ballina - ora (sost.)
- bell - sole
- bella - luna
- belledra - pecora
- bighês - amante
- boffaroeu - arma da fuoco
- bolla - gente, comunità
- boschiroeura - nocciola
- bosin - padrone
- bronza	- campana
- bruna - notte
- brunej	- occhi
- calcant - pitocco
- calcosa - strada
- Capellura - Madonna
- Capelluu - Dio
- cer - bianco
- croeuggia - casa
- croeulla - tempesta, grandine
- daga - palosso
- degoeuj - insalata
- fangôs - scarpe
- faree - nero

- ficcà el vel - andare
- fogatta - rosso
- foja - paura
- follon - paura
- fortin - aceto
- fraina - neve
- fratessa - tasca
- ghisalba - cieco
- gialdin - zecchino
- gianderoeu - pesca
- gnifell - figlio
- griera - prigione
- gringaja - campana
- inciappinà - ubriacarsi
- infioeura - castagna
- ingalmì - capire
- lescia - aglio
- levesa - castagna
- loffi - cattivo
- longôs - anno
- longosin - mese
- lumà - vedere
- lumart - specchio
- luscia	- acqua, pioggia
- luscià	- piangere
- luscia del Capelluu - acqua santa
- luscion piatt - mare

- mager - buono
- manìa - donna, moglie
- masett	- padre
- masett de la luscia - nuvola
- masetta - madre
- mugenga - mucca
- muginghera - stalla
- naja de tamoeu - diavolo
- nold - nonno
- percà - vedere
- picch - martello
- pisto - prete
- prumm - maiale
- quella di sciatt - terra
- rabbaja - polenta
- refald - caldo
- refilà - dare
- ruscà - fare
- ruspanda - gallina
- ruspandon - gallo
- saltarella - lepre
- sbalada - morte
- sbeg - pane
- sbelledrà - cantare
- sbertì - uccidere
- sbertidor - carnefice
- sboja-tambell - notaio
- scabi - vino
- scabià	- bere
- scajà - pagare

- sciucchesta - pinta
- sciucch - boccale
- scoffenà - lavorare
- scoloeu - cappello
- scoloeu de la croeuggia - tetto
- scovagioeu - fazzoletto
- seguacc - lago
- sgorattin - uccello
- sguinz	- pesce
- silvestra - lume
- slenza	- pioggia
- spiazz	- prete
- spiazz de la bolla - curato
- spolverenta - farina
- stanzià - essere, avere, stare
- stobald - oggi
- sudà - ubriacarsi
- szabolda - tacere
- tabacca - barba
- tabacchin - pizzetto
- tambell - carte
- tambosna - zucca
- tamera	- notte
- tavolà	- venire
- tavolà la fraina - nevicare
- tisell	- freddo
- toff - fucile
- traversa - tovaglia
- tubà - dire
- vedrosin - bicchiere
- vertera - porta